# Komora auditorů České republiky
Komora auditorů České republiky (KAČR) je samosprávnou profesní organizací se sídlem v Praze zřízenou zákonem č. 254/2000 Sb. (zákon o auditorech) za účelem správy auditorské profese na území České republiky.

## Náplň činnosti
Komora auditorů ČR plní zejména tyto funkce:
- vede seznam auditorů a registr hostujících auditorů,
- vede seznamy auditorských společností,
- eviduje asistenty auditora,
- organizuje auditorské zkoušky nebo rozdílové auditorské zkoušky,
- navrhuje a jmenuje polovinu členů zkušební komise, přičemž druhou polovinu jmenuje Ministerstvo financí ČR,
- vydává usnesení o vykonání auditorské zkoušky nebo rozdílové auditorské zkoušky,
- vydává osvědčení o zápisu do seznamu auditorů a do seznamu auditorských společností,
- dohlíží na řádné poskytování auditorských služeb,
- vydává národní auditorské směrnice v souladu s obecně závaznými právními předpisy a mezinárodními auditorskými standardy,
- vydává profesní předpisy Komory, zejména Statut, Jednací řád sněmu, Volební řád, Příspěvkový řád, Kárný řád, Etický kodex, Dozorčí řád, Směrnici pro vyřizování podnětů, Směrnici pro řízenou praxi asistentů a Směrnici pro kontinuální profesní vzdělávání auditorů,
- zveřejňuje seznamy auditorů včetně hostujících a auditorských společností zapsaných v seznamech Komory,
- rozhoduje o pozastavení auditorské činnosti nebo o vyškrtnutí ze seznamu auditorů nebo auditorských společností,
- posuzuje žádosti o registraci hostujících auditorů ze zemí EU a vydává osvědčení o registraci hostujícího auditora,
- organizuje vzdělávací akce jako přípravu na složení auditorské zkoušky,
- zajišťuje nabídku vzdělávání pro auditory, asistenty auditora a pro odbornou veřejnost,
- pořádá odborné semináře,
- vydává časopis Auditor a odborné příručky pro auditory,
- zajišťuje prodej odborných zahraničních publikací,
- spolupracuje s tuzemskými i zahraničními profesními organizacemi a s institucemi státní správy,
- je aktivním členem mezinárodních profesních organizací IFAC a FEE.

## Orgány Komory
- Sněm (nejvyšší orgán, tvořen zapsanými auditory)
- Rada (výkonný orgán, v čele stojí prezident)
- Dozorčí komise (kontrolní orgán)
- Kárná komise
- Revizoři účtů